# Sorso
Sorso je italská obec v provincii Sassari v oblasti Sardinie.
V roce 2012 zde žilo 14 389 obyvatel.

## Sousední obce
Castelsardo, Sassari, Sennori, Tergu

## Vývoj počtu obyvatel
Zdroj: 